# 北普利茅斯 (麻薩諸塞州)
北普利茅斯（英語：North Plymouth）是位於美國麻薩諸塞州普利茅斯縣的一個普查規定居民點。

## 人口
根據2020年美國人口普查的數據，北普利茅斯的面積為9.00平方千米，當中陸地面積為3.23平方千米，而水域面積為5.77平方千米。當地共有人口3983人，而人口密度為每平方千米442.56人。